# Escritura tartésica
La escritura tartésica, también conocida como del sudoeste (sudoccidental) de la península ibérica y como sudlusitana, es una escritura paleohispánica no descifrada muy similar, tanto por la forma de los signos como por el valor que los signos representan, a la escritura ibérica suroriental, pero a diferencia de ésta, que expresa lengua ibérica, la escritura tartésica expresa una lengua que no ha podido aún ser relacionada con ninguna otra. Sobre el origen de las escrituras paleohispánicas no hay consenso: para algunos investigadores su origen está directa y únicamente vinculado al alfabeto fenicio, mientras que para otros en su creación también habría influido el alfabeto griego.
A diferencia de las otras escrituras paleohispánicas, esta escritura y la lengua que expresa no tienen una denominación consensuada. La denominación más neutra es la de escritura del sudoeste de la península ibérica, puesto que solo hace referencia a la localización geográfica de las inscripciones que usan esta escritura en el cuadrante sudoccidental de la península ibérica. Pero la denominación más popular es la de escritura tartésica, aunque no es una denominación precisa, puesto que las inscripciones que usan esta escritura solo aparecen marginalmente en el territorio en el que las fuentes clásicas sitúan el reino de Tartessos y en cambio se concentran en el territorio que las fuentes clásicas atribuyen a los Conios. Una tercera denominación es escritura sudlusitana, que hace referencia a su posición geográfica relativa respecto del territorio de los lusitanos.

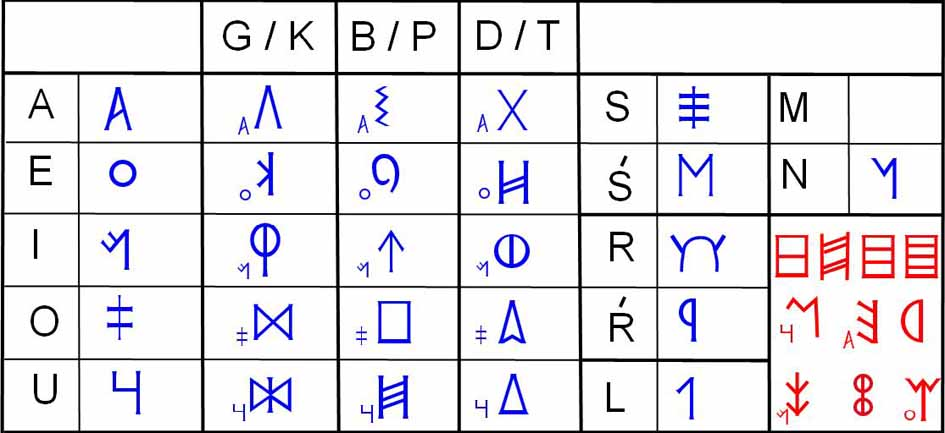
Signario tartésico

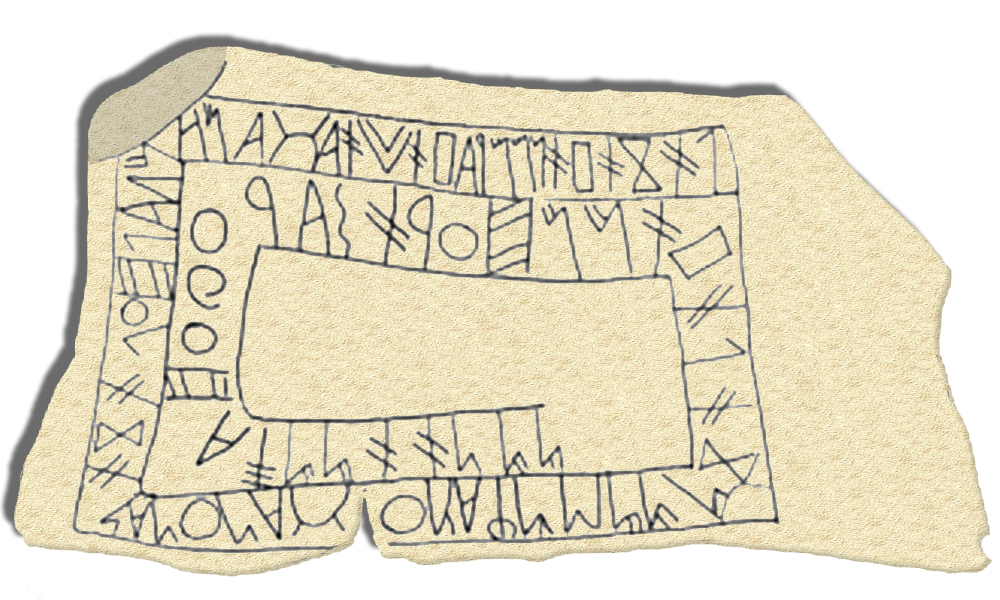
Fonte Velha (Bensafrim, Lagos).

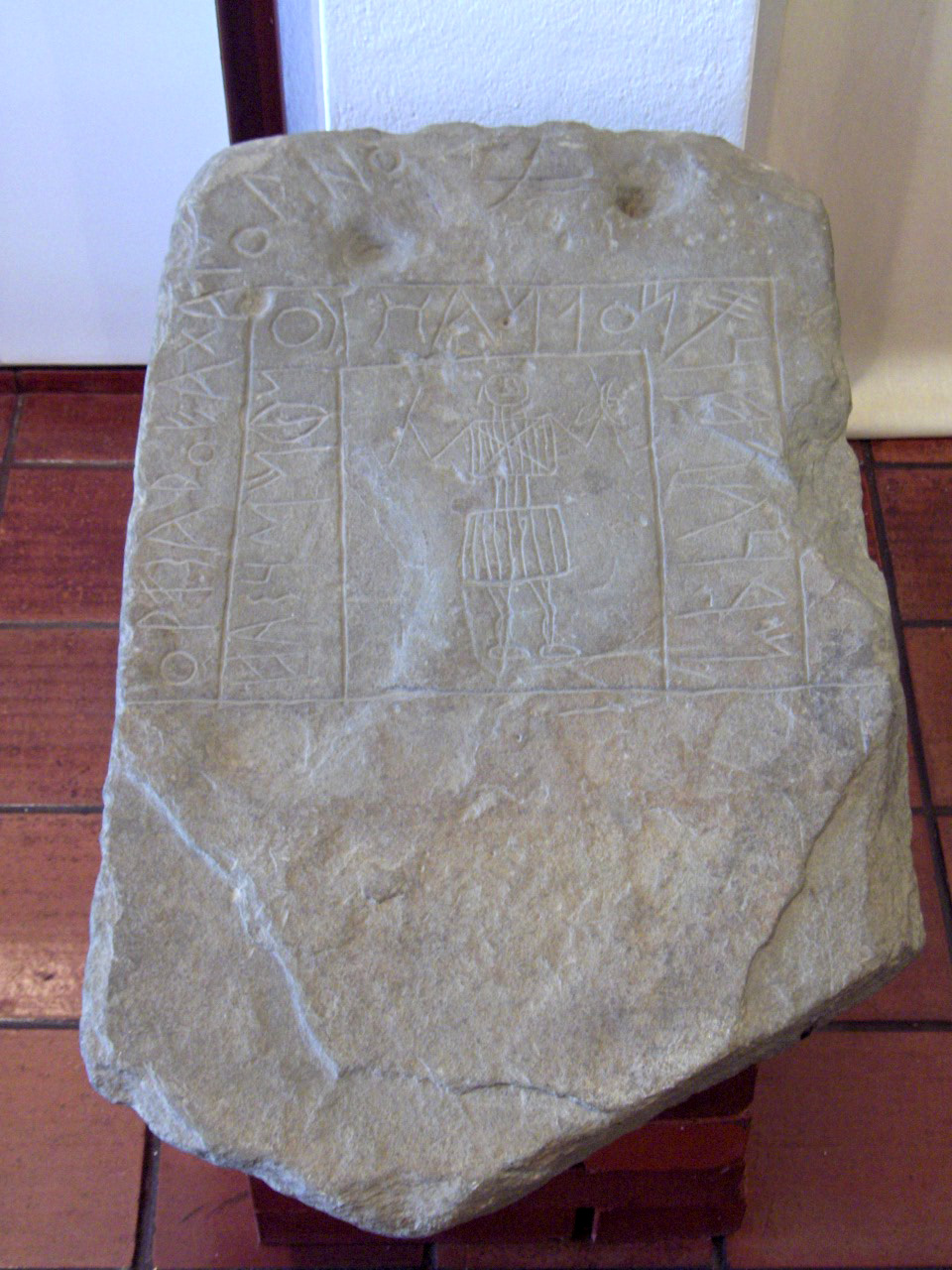
Herdade da Abobada (Almodôvar).

Con la excepción del alfabeto greco-ibérico, el resto de escrituras paleohispánicas comparten una característica tipológica distintiva: presentan signos con valor silábico para las oclusivas y signos con valor alfabético para el resto de consonantes y vocales. Desde el punto de vista de la clasificación de los sistemas de escritura no son alfabetos ni silabarios, sino escrituras mixtas que se identifican normalmente como semisilabarios. La particularidad de la escritura tartesia es la sistemática redundancia vocálica de los signos silábicos, fenómeno que en las otras escrituras paleohispánicas es residual. Algunos investigadores consideran esta escritura como un semisilabario redundante, mientras que otros las consideran un alfabeto redundante. El fenómeno de la redundancia vocálica de los signos silábicos fue descubierto por Ulrich Schmoll y permite clasificar la mayor parte de los signos de esta escritura en silábicos, vocálicos y consonánticos. Aun así, su desciframiento aún no se puede dar por cerrado, puesto que no hay consenso entre los diferentes investigadores que han hecho propuestas concretas.
Esta escritura se escribe muy mayoritariamente de derecha a izquierda y su ámbito de uso es el cuadrante sudoccidental de la península ibérica: fundamentalmente en el Algarve y en el Bajo Alentejo y residualmente en Andalucía occidental y Extremadura. Prácticamente el único soporte sobre el que aparece son grandes losas de piedra, cerca de un centenar. El tipo de soporte y el hecho que prácticamente todas han aparecido fuera de contexto, impide precisar excesivamente su cronología, aunque por los escasos ejemplares que presentan alguna restricción cronológica parece que deberían de ser del s. V a. C. o anteriores. Aun así, tradicionalmente se les atribuye una antigüedad que las podría hacer remontar hasta el s. VII a. C., hipótesis que de confirmarse la convertiría en la escritura paleohispánica más antigua.